# Samir Merzić
Samir Merzić (Mostar, 29 giugno 1984) è un ex calciatore bosniaco, di ruolo difensore.

## Carriera

### Club
Merzić ha firmato per i norvegesi dello Stjørdals-Blink, formazione militante nella 2. divisjon, in data 12 gennaio 2015. Ha scelto la maglia numero 16.

## Statistiche

### Presenze e reti nei club
Statistiche aggiornate al 27 gennaio 2015.
| Stagione              | Club                  | Campionato            | Campionato | Campionato | Coppe nazionali | Coppe nazionali | Coppe nazionali | Coppe continentali | Coppe continentali | Coppe continentali | Supercoppe | Supercoppe | Supercoppe | Totale | Totale |
| Stagione              | Club                  | Comp                  | Pres       | Reti       | Comp            | Pres            | Reti            | Comp               | Pres               | Reti               | Comp       | Pres       | Reti       | Pres   | Reti   |
| --------------------- | --------------------- | --------------------- | ---------- | ---------- | --------------- | --------------- | --------------- | ------------------ | ------------------ | ------------------ | ---------- | ---------- | ---------- | ------ | ------ |
| 2005-2006             | Ústí nad Labem        | 2L                    | 25         | 0          | CRC             | ?               | ?               | -                  | -                  | -                  | -          | -          | -          | 25+    | 0+     |
| 2006-gen. 2007        | Ústí nad Labem        | 2L                    | 6          | 0          | CRC             | ?               | ?               | -                  | -                  | -                  | -          | -          | -          | 6+     | 0+     |
| Totale Ústí nad Labem | Totale Ústí nad Labem | Totale Ústí nad Labem | 31         | 0          |                 | ?               | ?               |                    | -                  | -                  |            | -          | -          | 31+    | 0+     |
| gen.-giu. 2007        | Teplice               | 1L                    | 6          | 0          | CRC             | ?               | ?               | -                  | -                  | -                  | -          | -          | -          | 6+     | 0+     |
| 2007-2008             | Teplice               | 1L                    | 24         | 0          | CRC             | ?               | ?               | -                  | -                  | -                  | -          | -          | -          | 24+    | 0+     |
| 2008-2009             | Teplice               | 1L                    | 8          | 0          | CRC             | ?               | ?               | -                  | -                  | -                  | -          | -          | -          | 8+     | 0+     |
| 2009-gen. 2010        | Teplice               | 1L                    | 6          | 0          | CRC             | ?               | ?               | UEL                | 2                  | 0                  | -          | -          | -          | 8+     | 0+     |
| Totale Teplice        | Totale Teplice        | Totale Teplice        | 44         | 0          |                 | ?               | ?               |                    | 2                  | 0                  |            | -          | -          | 46+    | 0+     |
| gen.-giu. 2010        | Senica                | SL                    | 11         | 0          | CS              | ?               | ?               | -                  | -                  | -                  | -          | -          | -          | 11+    | 0+     |
| 2010-gen. 2011        | Senica                | SL                    | 17         | 0          | CS              | ?               | ?               | -                  | -                  | -                  | -          | -          | -          | 17+    | 0+     |
| Totale Senica         | Totale Senica         | Totale Senica         | 28         | 0          |                 | ?               | ?               |                    | -                  | -                  |            | -          | -          | 28+    | 0+     |
| gen.-ago. 2011        | Amkar Perm'           | PL                    | 0          | 0          | CR              | ?               | ?               | -                  | -                  | -                  | -          | -          | -          | 0+     | 0+     |
| ago. 2011-2012        | Velež Mostar          | PL                    | 18         | 2          | CBE             | 2               | 0               | -                  | -                  | -                  | -          | -          | -          | 20     | 2      |
| 2012-2013             | Velež Mostar          | PL                    | 21         | 1          | CBE             | ?               | ?               | -                  | -                  | -                  | -          | -          | -          | 21+    | 1+     |
| 2013-2014             | Velež Mostar          | PL                    | 26         | 1          | CBE             | 2               | 0               | -                  | -                  | -                  | -          | -          | -          | 28     | 1      |
| 2014-gen. 2015        | Velež Mostar          | PL                    | 10         | 1          | CBE             | ?               | ?               | -                  | -                  | -                  | -          | -          | -          | 10+    | 1+     |
| Totale Velež Mostar   | Totale Velež Mostar   | Totale Velež Mostar   | 75         | 5          |                 | 4+              | 0+              |                    | -                  | -                  |            | -          | -          | 79+    | 5+     |
| 2015                  | Stjørdals-Blink       | 2D                    | 0          | 0          | CN              | 0               | 0               | -                  | -                  | -                  | -          | -          | -          | 0      | 0      |
| Totale                | Totale                | Totale                | ?          | ?          |                 | ?               | ?               |                    | -                  | -                  |            | -          | -          | ?      | ?      |

### Cronologia presenze e reti in nazionale
| Cronologia completa delle presenze e delle reti in nazionale ― Bosnia ed Erzegovina | Cronologia completa delle presenze e delle reti in nazionale ― Bosnia ed Erzegovina | Cronologia completa delle presenze e delle reti in nazionale ― Bosnia ed Erzegovina | Cronologia completa delle presenze e delle reti in nazionale ― Bosnia ed Erzegovina | Cronologia completa delle presenze e delle reti in nazionale ― Bosnia ed Erzegovina | Cronologia completa delle presenze e delle reti in nazionale ― Bosnia ed Erzegovina | Cronologia completa delle presenze e delle reti in nazionale ― Bosnia ed Erzegovina | Cronologia completa delle presenze e delle reti in nazionale ― Bosnia ed Erzegovina |
| Data                                                                                | Città                                                                               | In casa                                                                             | Risultato                                                                           | Ospiti                                                                              | Competizione                                                                        | Reti                                                                                | Note                                                                                |
| ----------------------------------------------------------------------------------- | ----------------------------------------------------------------------------------- | ----------------------------------------------------------------------------------- | ----------------------------------------------------------------------------------- | ----------------------------------------------------------------------------------- | ----------------------------------------------------------------------------------- | ----------------------------------------------------------------------------------- | ----------------------------------------------------------------------------------- |
| 13/10/2007                                                                          | Atene                                                                               | Grecia                                                                              | 3 – 2                                                                               | Bosnia ed Erzegovina                                                                | Qual. Euro 2008                                                                     | -                                                                                   |                                                                                     |
| 17/10/2007                                                                          | Sarajevo                                                                            | Bosnia ed Erzegovina                                                                | 0 – 2                                                                               | Norvegia                                                                            | Qual. Euro 2008                                                                     | -                                                                                   |                                                                                     |
| 21/11/2007                                                                          | Istanbul                                                                            | Turchia                                                                             | 1 – 0                                                                               | Bosnia ed Erzegovina                                                                | Qual. Euro 2008                                                                     | -                                                                                   |                                                                                     |
| 29/01/2008                                                                          | Tokyo                                                                               | Giappone                                                                            | 3 – 0                                                                               | Bosnia ed Erzegovina                                                                | Amichevole                                                                          | -                                                                                   |                                                                                     |
| Totale                                                                              |                                                                                     | Presenze                                                                            | 1                                                                                   |                                                                                     | Reti                                                                                | 0                                                                                   |                                                                                     |

## Palmarès

### Club

#### Competizioni nazionali
- Coppa della Repubblica Ceca: 1

Teplice: 2008-2009